# Olympische Sommerspiele 1992/Leichtathletik – 1500 m (Männer)

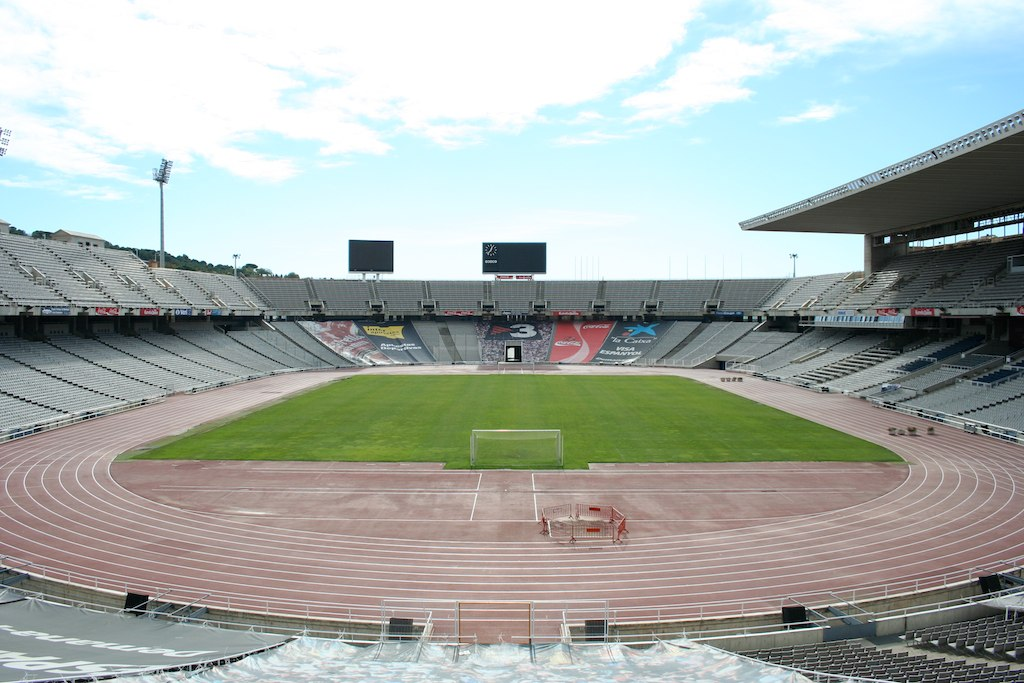
Das Olympiastadion von Barcelona im Jahr 2008

Der 1500-Meter-Lauf der Männer bei den Olympischen Spielen 1992 in Barcelona wurde am 3., 6. und 8. August 1992 in drei Runden im Olympiastadion Barcelona ausgetragen. Fünfzig Athleten nahmen teil.
Olympiasieger wurde der Spanier Fermín Cacho. Er gewann vor dem Marokkaner Rachid El Basir und Mohamed Suleiman aus Katar.
Für Deutschland gingen Hauke Fuhlbrügge, Jens-Peter Herold und Rüdiger Stenzel an den Start. Fuhlbrügge und Stenzel schieden im Halbfinale aus. Herold erreichte das Finale und belegte Rang sechs.

Der Schweizer Markus Hacksteiner schied in der Vorrunde aus.

Athleten aus Österreich und Liechtenstein nahmen nicht teil.

## Aktuelle Titelträger
| Olympiasieger 1988                      | Peter Rono ( Kenia)             | 3:35,96 min | Seoul 1988            |
| Weltmeister 1991                        | Noureddine Morceli ( Algerien)  | 3:32,84 min | Tokio 1991            |
| Europameister 1990                      | Jens-Peter Herold ( DDR)        | 3:38,35 min | Split 1990            |
| Panamerikanischer Meister' 1991         | José Mauro Valente ( Brasilien) | 3:42,90 min | Havanna 1991          |
| Zentralamerika und Karibik-Meister 1991 | Linton McKenzie ( Jamaika)      | 3:48,83 min | Xalapa 1991           |
| Südamerika-Meister 1991                 | Edgar de Oliveira ( Brasilien)  | 3:42,41 min | Manaus 1991           |
| Asienmeister 1991                       | Mohamed Suleiman ( Katar)       | 3:42,64 min | Kuala Lumpur 1991     |
| Afrikameister 1992                      | Nelson Chirchir ( Kenia)        | 3:38,52 min | Belle Vue Maurel 1992 |
| Ozeanienmeister 1990                    | Derek Renz ( Neuseeland)        | 3:58,58 min | Suva 1990             |

## Bestehende Rekorde
| Weltrekord         | 3:29,46 min | Saïd Aouita ( Marokko)          | Berlin, BR Deutschland (heute Deutschland) | 23. August 1985 |
| Olympischer Rekord | 3:32,53 min | Sebastian Coe ( Großbritannien) | Finale OS Los Angeles, USA                 | 11. August 1984 |

Der bestehende olympische Rekord wurde bei diesen Spielen nicht erreicht. Im schnellsten Rennen, dem zweiten Halbfinale, verfehlte der spätere Bronzemedaillengewinner Mohamed Suleiman aus Katar mit seinen 3:34,77 min den Rekord um 2,24 Sekunden. Zum Weltrekord fehlten ihm 5,31 Sekunden.

## Vorrunde
Datum: 3. August 1992
Die Athleten traten zu insgesamt vier Vorläufen an. Für das Halbfinale qualifizierten sich pro Lauf die ersten fünf Teilnehmer. Darüber hinaus kamen die vier Zeitschnellsten, die sogenannten Lucky Loser, weiter. Die direkt qualifizierten Läufer sind hellblau, die Lucky Loser hellgrün unterlegt.

### Vorlauf 1
11:15 Uhr
| Platz | Name              | Nation                       | Zeit        |
| ----- | ----------------- | ---------------------------- | ----------- |
| 1     | Fermín Cacho      | Spanien                      | 3:37,04 min |
| 2     | Philemon Hanneck  | Simbabwe                     | 3:37,65 min |
| 3     | Jim Spivey        | USA                          | 3:38,01 min |
| 4     | Rachid El Basir   | Marokko                      | 3:38,01 min |
| 5     | Jonah Birir       | Kenia                        | 3:38,29 min |
| 6     | Asat Rakipau      | EUN                          | 3:38,64 min |
| 7     | Edgar de Oliveira | Brasilien                    | 3:38,68 min |
| 8     | Kim Bong-yoo      | Südkorea                     | 3:40,73 min |
| 9     | Steve Crabb       | Großbritannien               | 3:41,00 min |
| 10    | Mohamed Al-Nahdi  | Vereinigte Arabische Emirate | 3:48,08 min |
| 11    | Zacharia Maidjida | Zentralafrikanische Republik | 3:55,72 min |
| 12    | Khambieng Khamiar | Laos                         | 4:04,82 min |
| 13    | Ancel Nalau       | Vanuatu                      | 4:13,88 min |

### Vorlauf 2

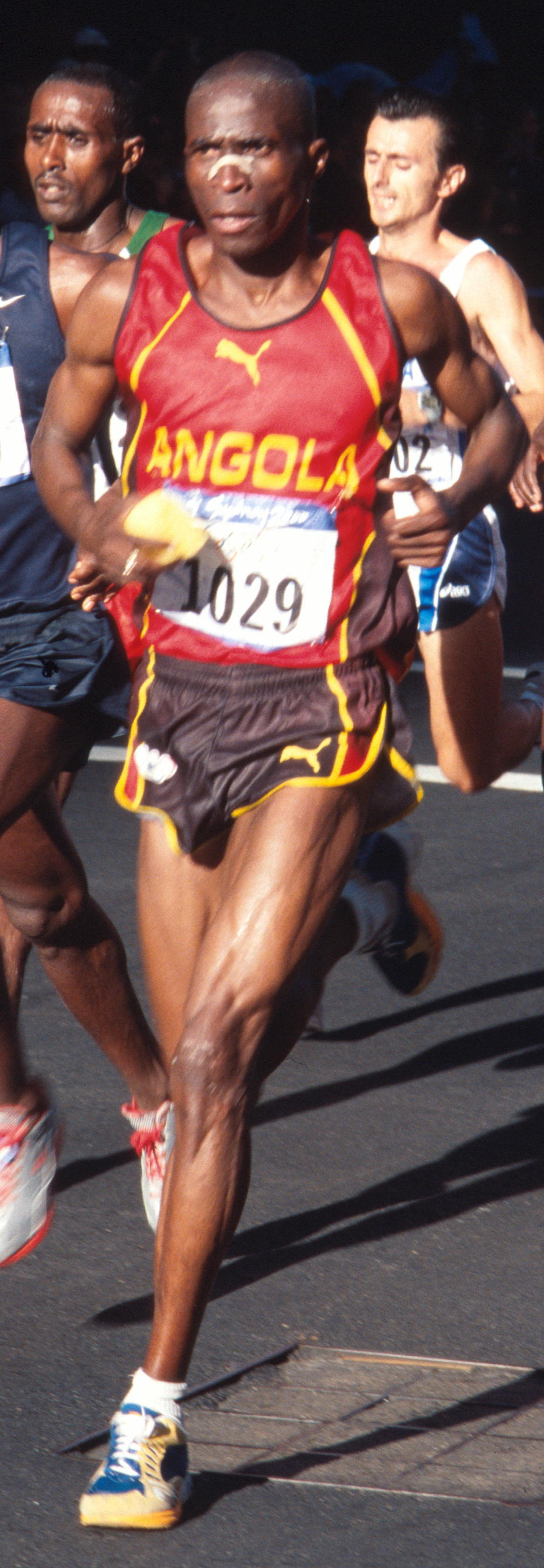
João N’Tyambaals (hier beim olympischen Marathon 2000) scheiterte als Siebter des zweiten Vorlaufs

11:25 Uhr
| Platz | Name                 | Nation         | Zeit        |
| ----- | -------------------- | -------------- | ----------- |
| 1     | Noureddine Morceli   | Algerien       | 3:37,98 min |
| 2     | Steven Holman        | USA            | 3:38,38 min |
| 3     | Mário Silva          | Portugal       | 3:38,57 min |
| 4     | Zeki Öztürk          | Türkei         | 3:38,68 min |
| 5     | Matthew Yates        | Großbritannien | 3:38,73 min |
| 6     | Hauke Fuhlbrügge     | Deutschland    | 3:38,92 min |
| 7     | João N’Tyamba        | Angola         | 3:39,54 min |
| 8     | Metiku Megersa       | Äthiopien      | 3:41,54 min |
| 9     | Nadir Khan           | Pakistan       | 3:44,96 min |
| 10    | Markus Hacksteiner   | Schweiz        | 3:45,27 min |
| 11    | Awad Salah Nasser    | Jemen          | 3:51,89 min |
| 12    | Tamimou Idrissou     | Benin          | 3:56,45 min |
| 13    | Alphonse Munyeshyaka | Ruanda         | 3:58,75 min |

### Vorlauf 3
11:35 Uhr
Mit Branko Zorko nahm erstmals ein Leichtathlet aus Kroatien an Olympischen Spielen teil.
| Platz | Name                 | Nation              | Zeit        |
| ----- | -------------------- | ------------------- | ----------- |
| 1     | Joseph Chesire       | Kenia               | 3:44,06 min |
| 2     | Graham Hood          | Kanada              | 3:44,44 min |
| 3     | Branko Zorko         | Kroatien            | 3:38,57 min |
| 4     | Gennaro Di Napoli    | Italien             | 3:44,55 min |
| 5     | Rüdiger Stenzel      | Deutschland         | 3:44,70 min |
| 6     | Terrance Herrington  | USA                 | 3:44,80 min |
| 7     | José Luis González   | Spanien             | 3:46,75 min |
| 8     | Kebapetse Gaseitsiwe | Botswana            | 3:48,33 min |
| 9     | Mohamed Sy Sawané    | Guinea              | 3:51,96 min |
| 10    | Reuben Appleton      | Antigua und Barbuda | 4:02,99 min |
| 11    | Bassam Kawas         | Libanon             | 4:17,40 min |
| DNF   | Ian Gray             | Belize              |             |
| DNS   | Saïd Aouita          | Marokko             |             |

### Vorlauf 4
11:45 Uhr
| Platz | Name              | Nation           | Zeit        |
| ----- | ----------------- | ---------------- | ----------- |
| 1     | David Kibet       | Kenia            | 3:36,32 min |
| 2     | Mohamed Suleiman  | Katar            | 3:36,72 min |
| 3     | Jens-Peter Herold | Deutschland      | 3:36,76 min |
| 4     | Marcus O’Sullivan | Irland           | 3:37,07 min |
| 5     | Kevin McKay       | Großbritannien   | 3:37,39 min |
| 6     | Manuel Pancorbo   | Spanien          | 3:37,62 min |
| 7     | Houssein Djama    | Dschibuti        | 3:44,13 min |
| 8     | Sipho Dlamini     | Swasiland        | 3:46,33 min |
| 9     | Zewdie Hailu      | Äthiopien        | 3:47,79 min |
| 10    | Kaleka Mutoke     | Zaire            | 3:53,71 min |
| 11    | Bernardo Elonga   | Äquatorialguinea | 4:25,78 min |
| DNF   | Robin van Helden  | Niederlande      |             |
| DNS   | Giuseppe D’Urso   | Italien          |             |

## Halbfinale
Datum: 6. August 1992
Für das Finale qualifizierten sich in den beiden Läufen die ersten fünf Athleten. Darüber hinaus kamen die zwei Zeitschnellsten, die sogenannten Lucky Loser, weiter. Die direkt qualifizierten Läufer sind hellblau, die Lucky Loser hellgrün unterlegt.
Zusätzlich zum Halbfinale zugelassen wurde Baba Njie aus Gambia – er hatte durch ein Versehen der Organisatoren nicht am Vorlauf teilnehmen können und startete im zweiten Halbfinalrennen.

### Lauf 1
19:45 Uhr
| Platz | Name               | Nation         | Zeit        |
| ----- | ------------------ | -------------- | ----------- |
| 1     | Noureddine Morceli | Algerien       | 3:39,22 min |
| 2     | Rachid El-Basir    | Marokko        | 3:39,26 min |
| 3     | Joseph Chesire     | Kenia          | 3:39,43 min |
| 4     | Manuel Pancorbo    | Spanien        | 3:39,52 min |
| 5     | Jens-Peter Herold  | Deutschland    | 3:39,55 min |
| 6     | Gennaro Di Napoli  | Italien        | 3:39,56 min |
| 7     | Branko Zorko       | Kroatien       | 3:39,71 min |
| 8     | Rüdiger Stenzel    | Deutschland    | 3:40,23 min |
| 9     | Steven Holman      | USA            | 3:40,49 min |
| 10    | Kevin McKay        | Großbritannien | 3:40,80 min |
| 11    | Zeki Öztürk        | Türkei         | 3:41,98 min |
| 12    | Edgar de Oliveira  | Brasilien      | 3:42,53 min |
| 13    | Baba Njie          | Gambia         | 4:13,52 min |

### Lauf 2

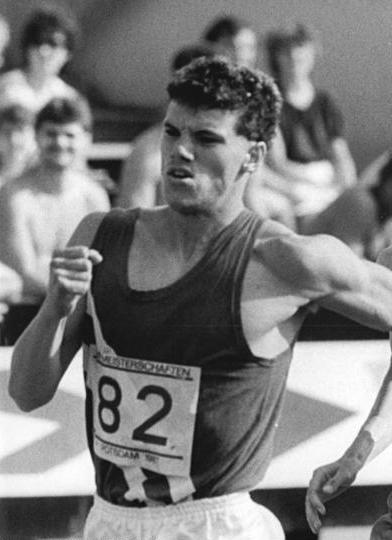
Hauke Fuhlbrügge – ausgeschieden als Elfter des zweiten Halbfinals

19:55 Uhr
| Platz | Name              | Nation      | Zeit        |
| ----- | ----------------- | ----------- | ----------- |
| 1     | Mohamed Suleiman  | Katar       | 3:34,77 min |
| 2     | Fermín Cacho      | Spanien     | 3:34,93 min |
| 3     | Jonah Birir       | Kenia       | 3:35,41 min |
| 4     | Jim Spivey        | USA         | 3:35,55 min |
| 5     | David Kibet       | Kenia       | 3:35,82 min |
| 6     | Graham Hood       | Kanada      | 3:36,12 min |
| 7     | Asat Rakipau      | EUN         | 3:36,16 min |
| 8     | Marcus O’Sullivan | Irland      | 3:37,16 min |
| 9     | Mário Silva       | Portugal    | 3:38,09 min |
| 10    | Philemon Hanneck  | Simbabwe    | 3:38,09 min |
| 11    | Hauke Fuhlbrügge  | Deutschland | 3:38,45 min |
| 12    | Matthew Yates     | Brasilien   | 3:40,53 min |

## Finale
Datum: 8. August 1992, 20:15 Uhr
| Platz | Name               | Nation      | Zeit        |
| ----- | ------------------ | ----------- | ----------- |
| 1     | Fermín Cacho       | Spanien     | 3:40,12 min |
| 2     | Rachid El Basir    | Marokko     | 3:40,62 min |
| 3     | Mohamed Suleiman   | Katar       | 3:40,69 min |
| 4     | Joseph Chesire     | Kenia       | 3:41,12 min |
| 5     | Jonah Birir        | Kenia       | 3:41,27 min |
| 6     | Jens-Peter Herold  | Deutschland | 3:41,53 min |
| 7     | Noureddine Morceli | Algerien    | 3:41,70 min |
| 8     | Jim Spivey         | USA         | 3:41,74 min |
| 9     | Graham Hood        | Kanada      | 3:42,55 min |
| 10    | David Kibet        | Kenia       | 3:42,62 min |
| 11    | Manuel Pancorbo    | Spanien     | 3:43,51 min |
| 12    | Asat Rakipau       | EUN         | 3:44,66 min |

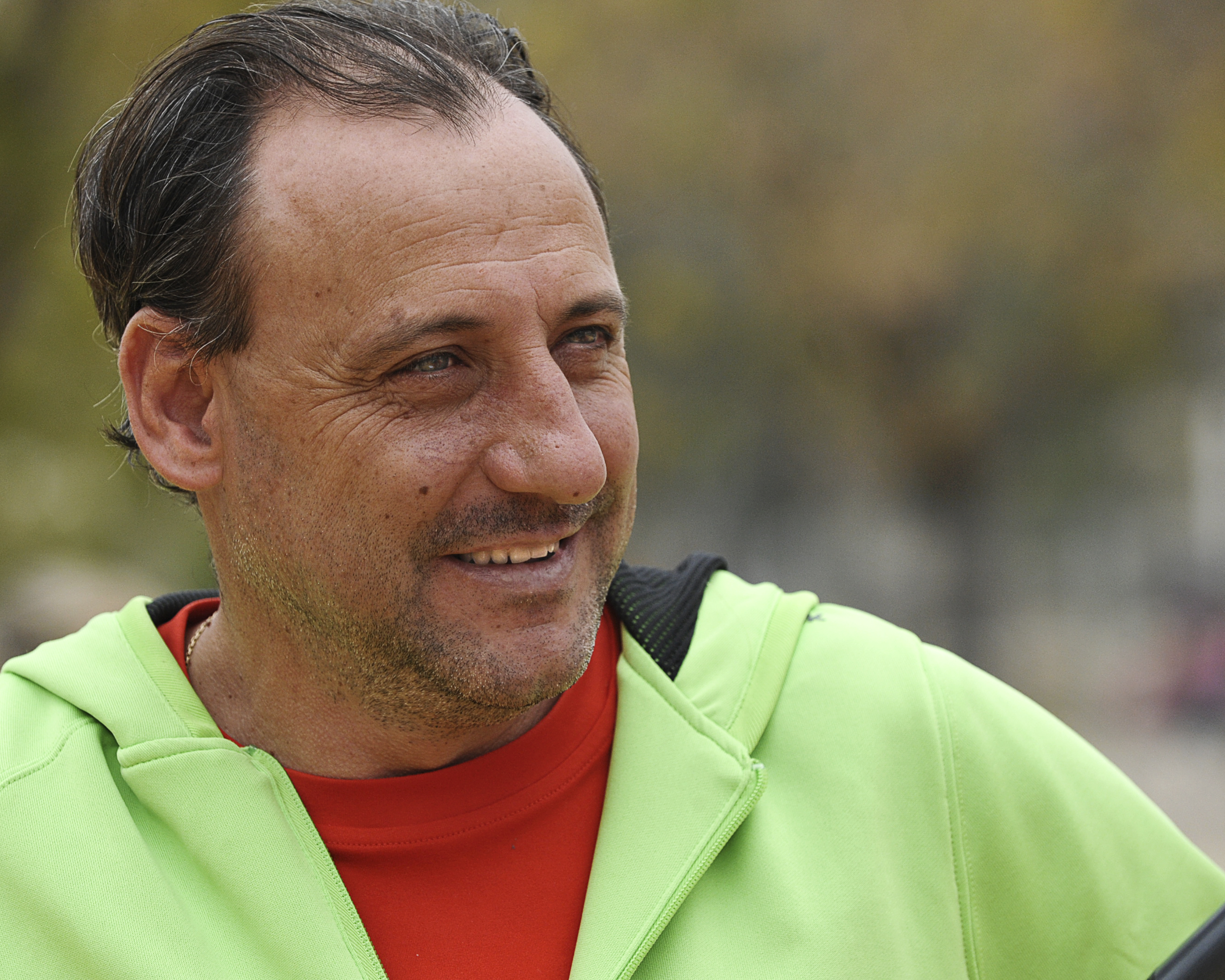
Überraschungsolympiasieger Fermín Cacho
(hier im Jahr 2011)

Für das Finale hatten sich drei Kenianer, zwei Spanier sowie jeweils ein Läufer aus Algerien, Deutschland, Kanada, Katar, den USA und dem Vereinten Team qualifiziert.
Der amtierende Weltmeister Noureddine Morceli aus Algerien galt als eindeutiger Favorit. Weitere Medaillenkandidaten waren die immer wieder schwer einzuschätzenden Mittelstreckler aus Kenia, der Deutsche Jens-Peter Herold (WM-Vierter 1991 / Europameister 1990 / Olympiadritter von 1988), sowie der WM-Fünfte von 1991 Fermín Cacho, der als Spanier hier mit Heimvorteil antrat. Der ebenfalls zuvor als Medaillenkandidat gehandelte Deutsche Hauke Fuhlbrügge, WM-Dritter von 1991, war bereits im Halbfinale ausgeschieden.
In dem langsam gestarteten Finale – erste Runde in 1:02,25 min – führte der Kenianer Joseph Chesire vor Herold. So blieb es auch in Runde zwei, die mit 1:04,58 min noch ein bisschen langsamer war. Morceli lag im Hauptfeld und so ging es auf die letzten vierhundert Meter. Chesire, Herold, der US-Amerikaner Jim Spivey und Cacho führten ein dicht gedrängtes Feld an. Allerdings war das Tempo jetzt deutlich höher. Die dritte Runde wurde in 55,72 s absolviert. Auf der Gegengeraden begann ein langgezogener Spurt, zahlreiche Läufer versuchten, sich außen in eine gute Position zu bringen. Zehn von ihnen waren noch im Rennen um die Medaillen dabei. Dahinter tat sich eine Lücke auf. Noch vor der Zielkurve nutzte Cacho die Chance, auf der Innenbahn nach vorne zu stoßen. Entschlossen zog er an Chesire vorbei und erlief sich noch in der Kurve einen kleinen Vorsprung. Morceli dagegen hatte den Anschluss verpasst und kam erst als Fünfter auf die Zielgerade. Chesire, Herold und Mohamed Suleiman aus Katar lagen noch vor ihm.
Fermin Cacho hatte keine Mühe, seine Spitzenposition zu halten und erlief sich unter dem Jubel der Zuschauer den Olympiasieg. Hinter ihm war der Marokkaner Rachid El Basir auf der Zielgerade der Schnellste und gewann so die Silbermedaille. Mohamed Suleiman kam als Dritter vor Joseph Chesire ins Ziel. Fünfter wurde der Kenianer Jonah Birir vor Jens-Peter Herold. Morceli beendete das Rennen auf einem für ihn enttäuschenden und fast unerklärlichen Platz sieben. Vier Jahre später in Atlanta sollte er das hier Versäumte nachholen und wurde dort Olympiasieger.
Aufgrund der beiden ersten langsam gelaufenen Runden blieben Rekorde hier unangetastet.
Fermin Cacho gewann die erste spanische Goldmedaille über 1500 Meter der Männer.

Mohamed Suleiman war der erste Medaillengewinner Katars bei Olympischen Spielen.

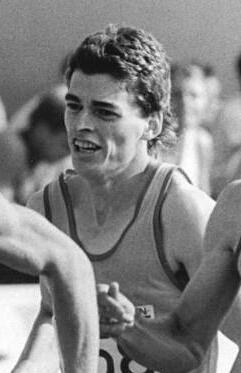
Jens-Peter Herold (im hier abgebildeten Rennen) – unter anderem Olympiadritter von 1988 – belegte diesmal Rang sechs
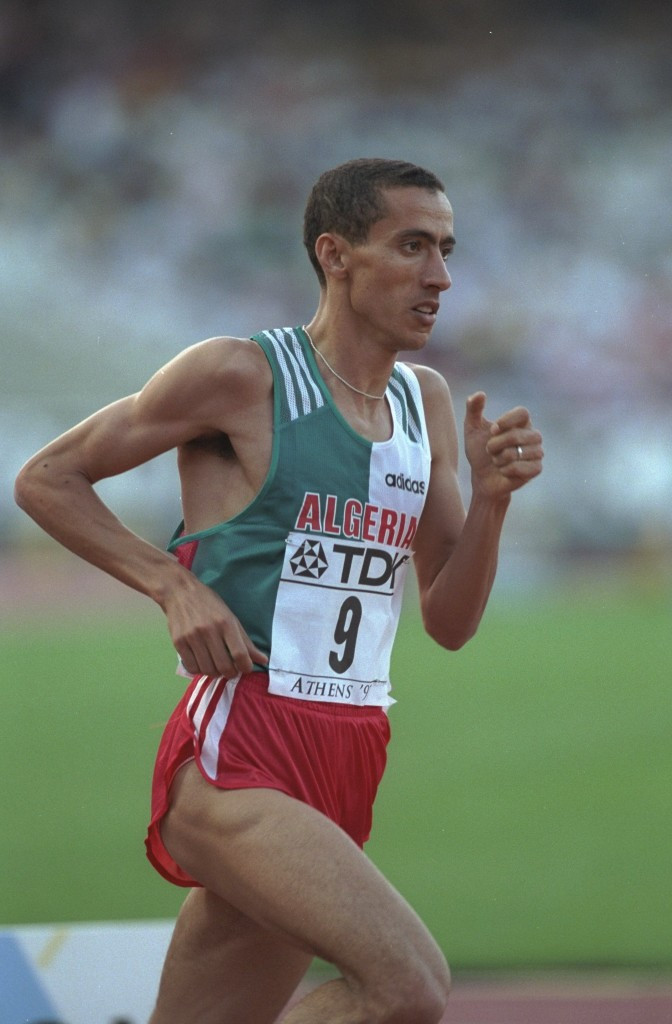
Topfavorit Noureddine Morceli musste sich mit Platz sieben begnügen – bei den kommenden Spielen wurde er dann Olympiasieger
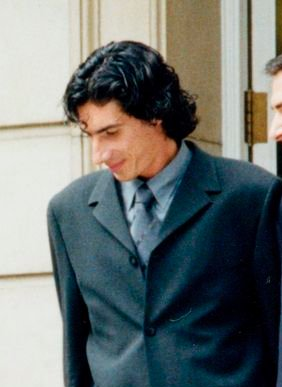
Manuel Pancorbo (Foto: 1997) erreichte Platz elf

## Videolinks
- Men's 1500 Final at the Barcelona 1992 Olympics, youtube.com, abgerufen am 14. Dezember 2021
- 3937 Olympic Track & Field 1992 1500m Men, youtube.com, abgerufen am 14. Dezember 2021
- Men's 1500m Final Barcelona Olympics 1992, youtube.com, abgerufen am 6. Februar 2018